# Damnatio memoriae
Damnatio memoriae (lateinisch für „Verdammung des Andenkens“) bedeutet die Verfluchung und Tilgung des Andenkens an eine Person durch die Nachwelt. Der Begriff bezieht sich vor allem auf Handlungen im Römischen Reich, ist selbst aber eine moderne Neuschöpfung.
Die Namen besonders verachteter und verhasster Personen wurden aus sämtlichen Annalen getilgt, alle erreichbaren Bildnisse und Inschriften wurden zerstört, und anschließend wurde es tunlichst vermieden, den Verurteilten öffentlich zu erwähnen – wobei die Nennung seines Namens nie unter Strafe stand.
Die moderne Forschung schätzt den Sinn der damnatio memoriae vor allem in Rom dabei heute meist anders ein als früher: Die Maßnahmen sollten demnach keineswegs wirklich zu einem Vergessen des Betroffenen führen, vielmehr wurde die Erinnerung an ihn durch die Verfluchung seines Namens bewusst wachgehalten – nicht zufällig kennt man fast jeden, der in Rom der damnatio verfiel, mit Namen. Oft lässt sich sogar zeigen, dass die Tilgung von Namen und Bildern der Betroffenen absichtlich unvollkommen blieb: Es sollte erkennbar bleiben, dass etwas entfernt wurde. Man spricht in diesem Zusammenhang von einer „Erinnerung an das Vergessen“.

## Ägypten und Griechenland

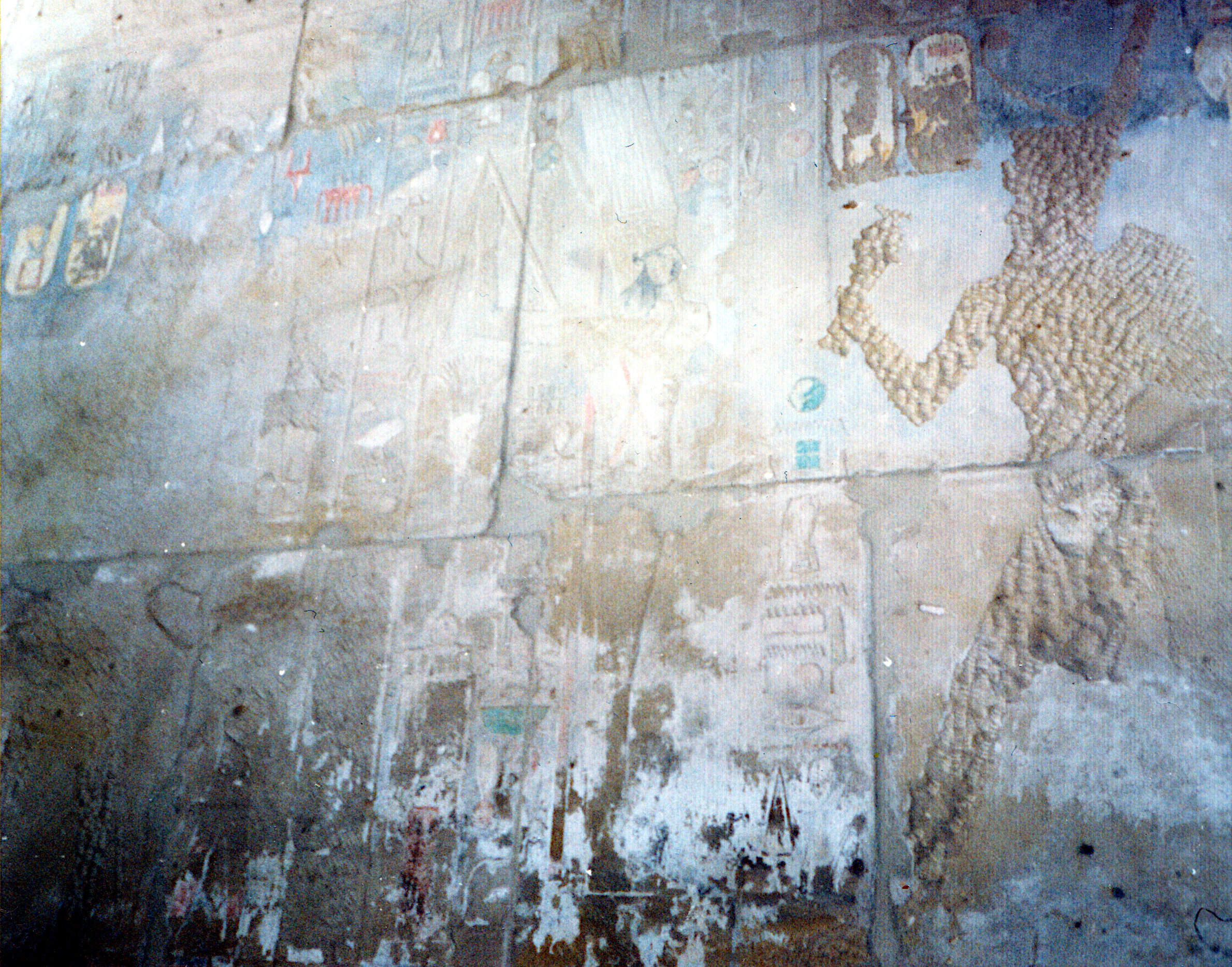
Getilgte Abbildung der Pharaonin Hatschepsut

Es ist möglich, dass die mutmaßliche ägyptische Königin Nitokris am Ende der Epoche des Alten Reiches Opfer der Damnatio memoriae wurde. Im Alten Ägypten waren mit Sicherheit die Pharaonin Hatschepsut und der Pharao Echnaton sowie die weiteren mit der Amarna-Zeit in Verbindung stehenden Könige Semenchkare, Tutanchamun und Eje II. von dieser Art der Rache betroffen. Von ihnen sind daher nur wenige Abbildungen und (meist) keine Mumien erhalten und in den ägyptischen Königslisten werden ihre Namen nicht geführt. Obwohl auch Tutanchamuns Name in den Königslisten fehlt, entging sein Grab der Zerstörung, da es zum Zeitpunkt der Ächtung bereits vom Abraum eines anderen Grabes verschüttet war.
In Griechenland versuchte Herostratos seinen Namen unsterblich werden zu lassen, indem er eines der sieben Weltwunder, den Tempel der Artemis in Ephesos, anzündete und damit völlig zerstörte. Als Vergeltung wurde ihm vor seiner Hinrichtung gesagt, dass sein Name für alle Zeit nie mehr ausgesprochen werden würde und damit seine Tat sinnlos gewesen sei. In Ephesos selbst war es fortan bei Todesstrafe verboten, den Namen zu nennen. Nur durch die Erwähnung des Historikers Theopompos blieb er der Nachwelt erhalten.
Um 280 v. Chr. legte ein erhaltenes Gesetz aus der Polis Ilion (OGIS 218) fest, dass die Namen jener, die mit Tyrannen oder Oligarchen gemeinsame Sache machten, aus allen öffentlichen und privaten Inschriften auszumeißeln seien. Und im Zweiten Makedonisch-Römischen Krieg zerstörten die Athener einige Jahrzehnte später alle Inschriften und Statuen des Königs Philipp V., möglicherweise auf römische Aufforderung.

## Rom

Beispiele für die nachträgliche Tilgung von Personen aus der Zeit des Römischen Reiches
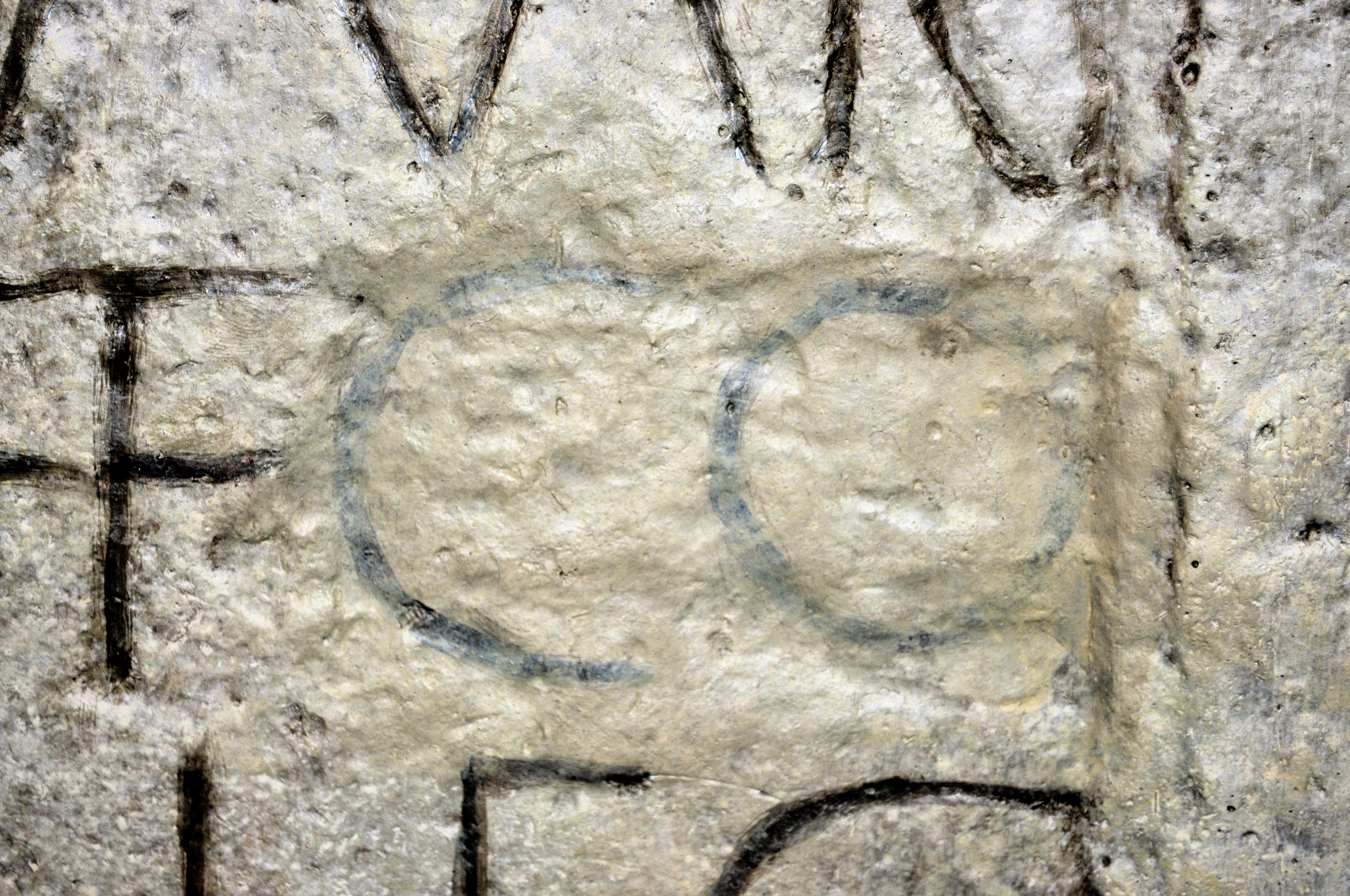
Damnatio memoriae des Kaisers Commodus auf einer Inschrift im Römermuseum Osterburken. Nachdem der Name zunächst ausgemeißelt worden war, wurde er später wieder eingefügt, allerdings nur mit Farbe.
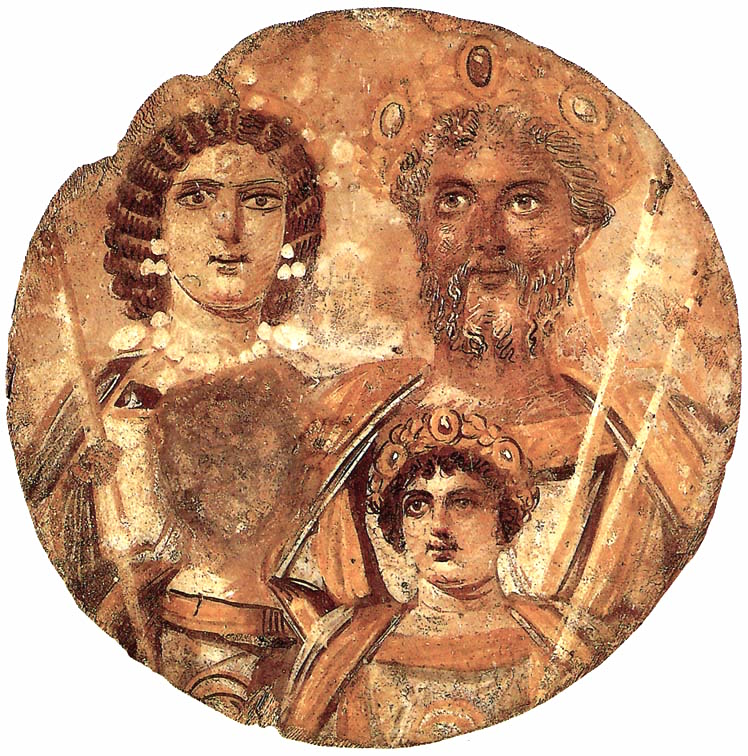
Septimius-Severus-Tondo: Kaiser Septimius Severus und seine Familie; Getas Gesicht ist nachträglich getilgt worden.
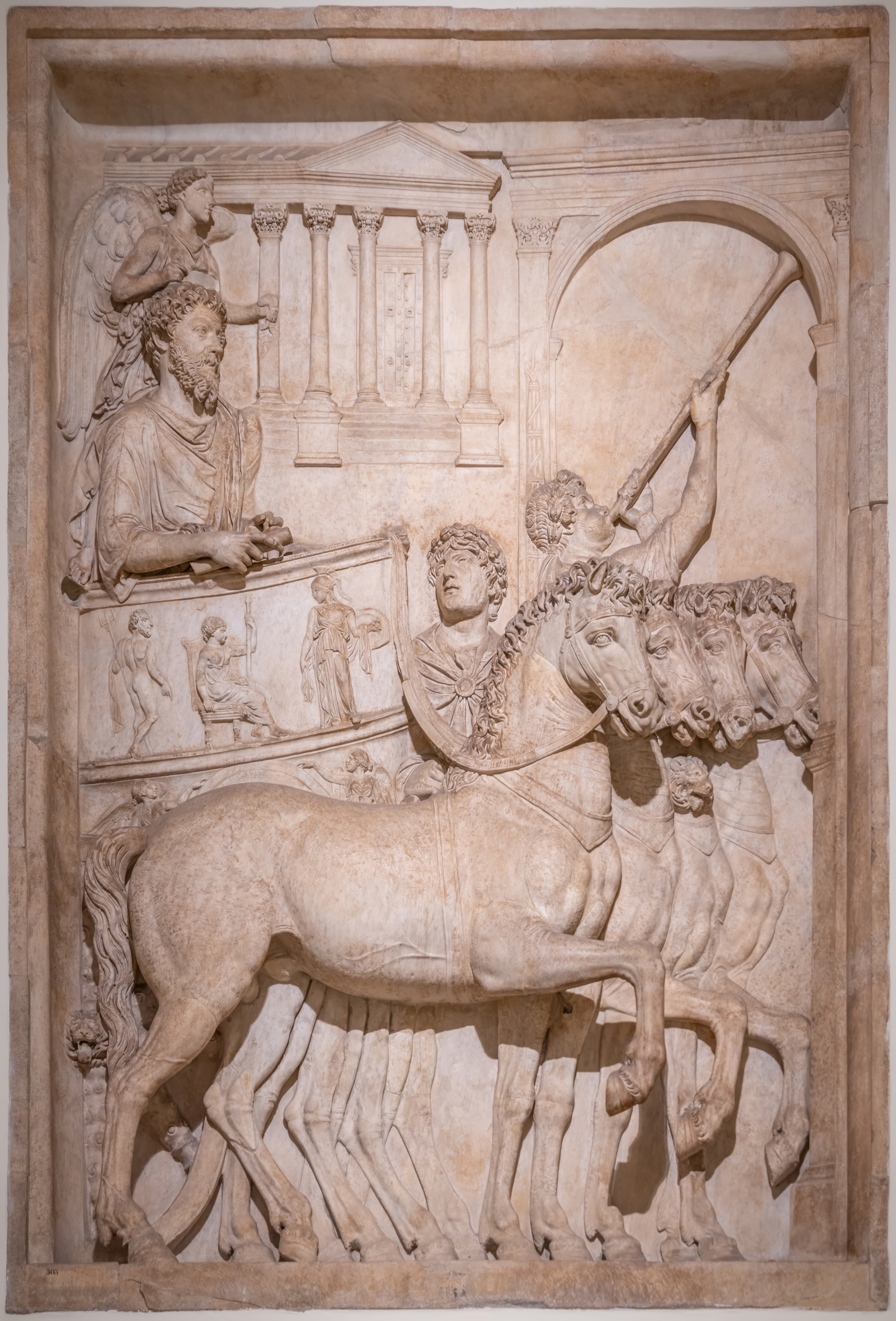
Das Relief zeigt Kaiser Mark Aurel bei seinem Triumphzug 176. Commodus, ursprünglich rechts neben seinem Vater abgebildet, wurde vollständig entfernt.
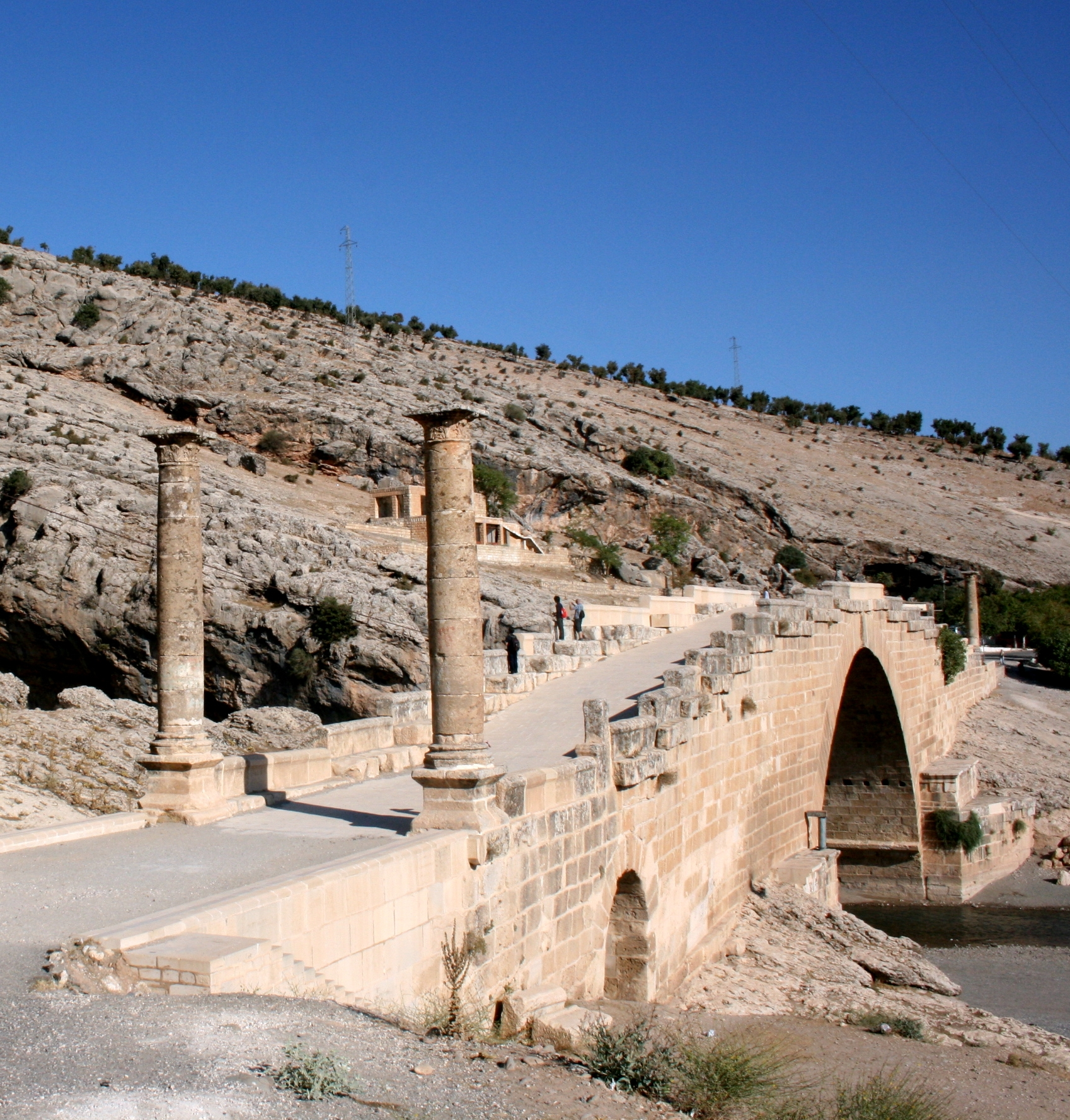
Die Chabinas-Brücke (Südosttürkei) ist mit Ehrensäulen für Caracalla sowie seine Eltern Septimius Severus und Julia Domna versehen. Vermutlich wurde eine vierte Säule für seinen Bruder Geta bei dessen Damnatio entfernt.

Der römische Senat ließ auf diese Weise unter anderem die Kaiser Caligula, Nero, Domitian, Commodus, Geta sowie Elagabal und Maximinus Thrax bestrafen (Caligula laut Cassius Dio nur de facto, da Kaiser Claudius eine regelrechte damnatio seines Neffen verhinderte). Überliefert ist der Wortlaut eines (allerdings vermutlich fiktiven) Damnationsbeschlusses in der Vita Commodi der Historia Augusta (20, 4–5), und Spuren der damnatio gegen Geta haben sich auf einem Papyrus (BGU 2056) erhalten. Über Severus Alexander und Gordian III. wurde zwar offiziell keine damnatio verhängt, doch gibt es dennoch Inschriften und Bildnisse, die entsprechend bearbeitet worden sind.
Die Bildnisse der betroffenen Kaiser (Statuen, Büsten, Hermen, Münzen etc.) wurden oft zerstört oder beschädigt, mitunter aber auch eingezogen und in Bildnisse anderer Persönlichkeiten umgearbeitet. Spuren der Umarbeitungen lassen sich noch heute an den Statuen finden. Auffälliges Merkmal für eine solche Umarbeitung ist zum Beispiel ein proportional zu kleiner Kopf für den Körper, mit auffallend großen oder abstehenden Ohren. An den Bildnissen des Kaisers Nero sind im Nacken der umgearbeiteten Porträts noch Spuren der Locken zu sehen, da sich Nero selbst als großer Künstler gab und sich dementsprechend mit langem Haar in der Tracht der Künstler abbilden ließ. In Inschriften wurde der Name des betreffenden Kaisers getilgt.
Ob ein toter princeps der damnatio verfiel oder im Gegenteil unter die Götter erhoben wurde (Apotheose bzw. Divinisierung), war faktisch die Entscheidung des Nachfolgers, nicht des Senats. So verhinderte nicht nur Claudius die damnatio des Caligula, sondern offenbar auch Antoninus Pius die des unbeliebten Hadrian. Einige der Kaiser, deren Andenken die damnatio auferlegt worden war, wurden zudem durch eine sogenannte restitutio memoriae wieder rehabilitiert, so zum Beispiel Nero unter Otho und Vitellius sowie insbesondere Commodus unter Septimius Severus, der eine vollständige restitutio einschließlich Apotheose durchsetzte, da er eine fiktive Verwandtschaftsbeziehung mit Commodus beanspruchte. Das Verfahren der damnatio wurde in der Kaiserzeit auch gegen politisch missliebige Senatoren angewandt. Es dürfte dabei, wie gesagt, nicht um die Tilgung der Erinnerung gegangen sein – denn die Namen damnierter Kaiser durften ja weiterhin genannt werden –, sondern um eine Verfluchung des Andenkens. Dabei scheint die damnatio außerhalb Roms nie ausdrücklich angeordnet worden zu sein: Dem erhaltenen Damnierungsbeschluss für Gnaeus Calpurnius Piso ist zu entnehmen, dass man den Provinzen lediglich mitteilte, wie man in der Hauptstadt verfahren sei; die Entscheidung, dies nachzuahmen, lag formal bei den lokalen Autoritäten.
In der Spätantike wurde die damnatio seltener verfügt, blieb aber üblich. Ein Beispiel hierfür ist der Usurpator Magnus Maximus, der 388 damniert wurde. Auch der Senator Virius Nicomachus Flavianus, der 394 den Usurpator Eugenius unterstützt hatte, scheint aus einer Inschrift (CIL VI 1783) getilgt und Jahre später wieder eingefügt worden zu sein. Im Falle des Heraclianus ist das entsprechende Gesetz aus dem Jahr 413 erhalten (Cod. Theod. 15,14,13). Noch Theoderich der Große wurde mit einer damnatio memoriae belegt: 552 zerstörte der Feldherr Narses im Auftrag des Kaisers Justinian I. das Ostgotenreich und integrierte Italien in das Oströmische Reich. Alle Erinnerungen an die Gotenherrschaft sollten demonstrativ getilgt werden. So zeigten zum Beispiel die Mosaiken in Sant’Apollinare Nuovo in Ravenna zweifellos ursprünglich den 526 verstorbenen Theoderich und sein Gefolge in Theoderichs Palast; hier kann man anhand einiger Überreste sicher sagen, dass die vor dem Gebäude abgebildeten Figuren entfernt und durch Bilder von Vorhängen ersetzt wurden (die Hände sind teils noch sichtbar – aller Wahrscheinlichkeit nach absichtlich). Gleichzeitig wurde aus der arianischen eine katholische Kirche. Dass das Verfahren noch um 550 prinzipiell bekannt war, belegt Prokopios von Caesarea.

## Moderne

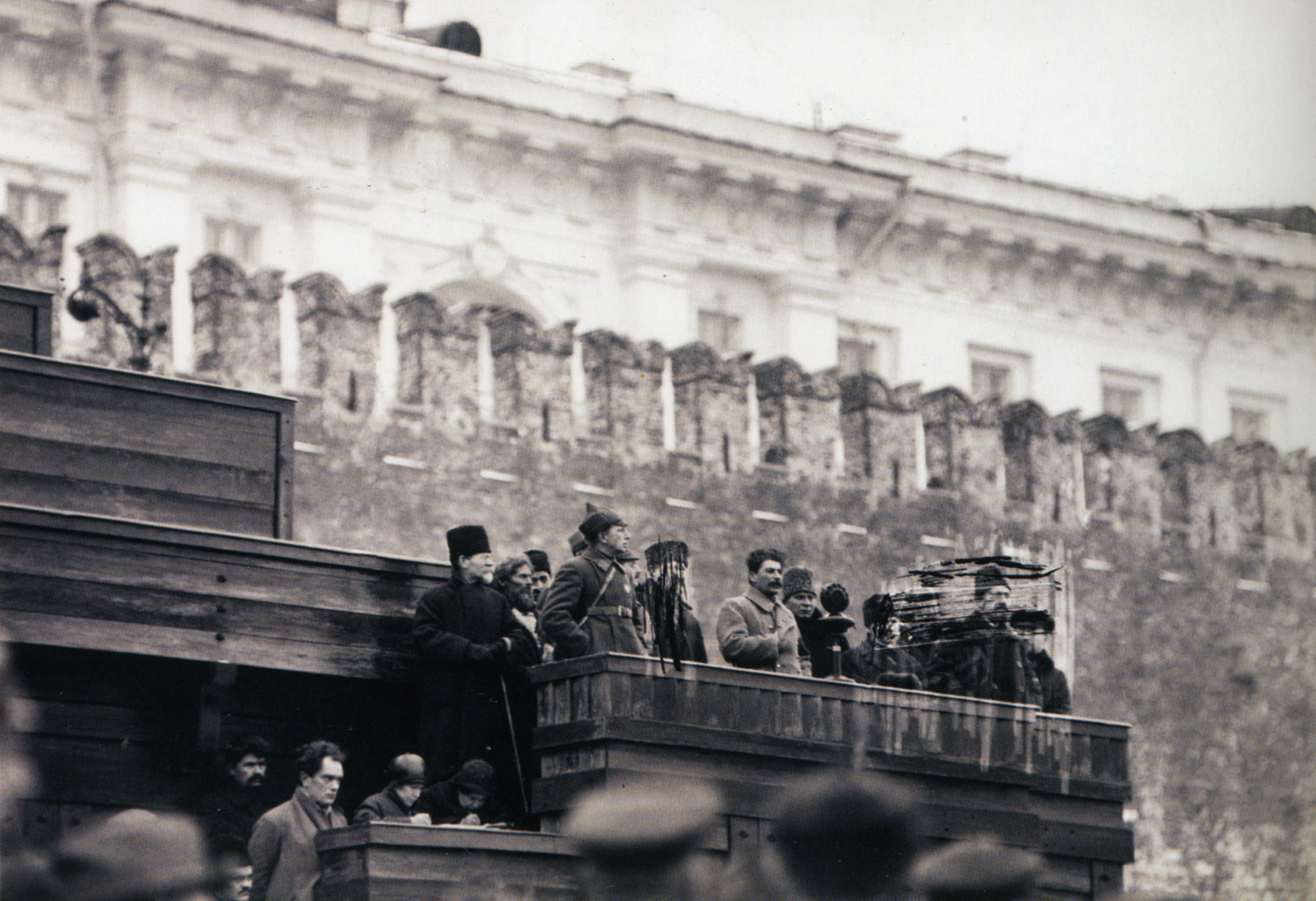
Foto der Führungsriege der KPR(B)/WKP(B) auf dem provisorischen Lenin-Mausoleum in Moskau (3. November 1925). Unliebsame Politiker wurden nachträglich zerkratzt.

Verfahren nachträglicher Ächtung finden sich bis in die Gegenwart. Sie werden mitunter ebenfalls als damnatio memoriae oder damnatio in memoria bezeichnet, wobei es im Zeitalter der modernen Propaganda aber oft tatsächlich darum ging, unliebsame Personen und Ereignisse aus der Erinnerung zu tilgen (wobei der Erfolg nicht überprüft werden kann). Im großen Rahmen wurden insbesondere unter Stalin Fotografien und Gemälde nachträglich verändert, um Menschen, mit denen der Diktator zwischenzeitlich nicht mehr abgebildet werden sollte, aus dem kollektiven Gedächtnis zu löschen. Vielfach handelte es sich dabei um Personen, die den Stalinschen Säuberungen zum Opfer fielen oder wie Leo Trotzki in deutlicher Opposition zu Stalin standen.
Doch auch Stalin selbst war im Rahmen der Entstalinisierung von einer damnatio memoriae betroffen:
Beispielhaft ist die Geschichte des Gemäldes des Malers Wladimir Alexandrowitsch Serow aus dem Jahre 1947, das mit dem Stalinpreis ausgezeichnet wurde: Das Werk Lenin proklamiert die Sowjetmacht zeigte Stalin im Gefolge Lenins. Zehn Jahre später veränderte Serow das Werk nach den neuen offiziellen Richtlinien, indem er Stalin durch eine andere Person ersetzte. Im Rahmen der Entstalinisierung kam es zudem zur Um- bzw. Rückbenennung von topografischen Objekten, so auch bei Stalinstadt. Im Sport der DDR wurden mehrfach aus der DDR geflüchtete Sportler (zum Beispiel Jürgen May) aus den Besten- und Rekordlisten gestrichen, um sie so aus dem Gedächtnis zu tilgen.
1934, nach der Nacht der langen Messer in Deutschland, ließen die Nazis fast alle Kopien von Der Sieg des Glaubens zerstören, um die Erinnerung an Ernst Röhm zu tilgen. Am Ende wurden nur noch zwei Exemplare gefunden: eines in London und eines in der Deutschen Demokratischen Republik.
Im Dezember 2013 wurde Jang Song-thaek plötzlich beschuldigt, ein Konterrevolutionär zu sein und wurde aller seiner Posten beraubt, aus der Partei der Arbeit Koreas (PDAK) ausgeschlossen, verhaftet und hingerichtet. Seine Fotos wurden aus offiziellen Medien entfernt und sein Bild auf Fotos mit anderen nordkoreanischen Führern digital entfernt.
Literarische Umsetzung findet die Thematik etwa in George Orwells Roman 1984, in dem sogenannte Unpersonen nach ihrer Ermordung rückwirkend aus Zeitungen und anderen Medien entfernt („vaporisiert“) werden.